# Hahncappsia nigripes
Hahncappsia nigripes is een vlinder uit de familie van de grasmotten (Crambidae), uit de onderfamilie van de Pyraustinae. De wetenschappelijke naam van deze soort is voor het eerst voorgesteld als Psara nigripes door William Schaus in een publicatie uit 1920.
De soort komt voor in Guatemala.